# Kamieskroon
Kamieskroon is een dorp in de gemeente Kamiesberg, gelegen in de uitlopers van de Kamiesbergen in de Zuid-Afrikaanse provincie Noord-Kaap. Het ligt op een hoogte van ongeveer 800 meter. Het plaatsje ligt min of meer centraal in Namakwaland, ongeveer 70 km ten zuiden van Springbok. Het is voornamelijk bekend vanwege het overvloedig voorkomen van wilde bloemen in het voorjaar.
Kamieskroon werd gesticht in 1924 toen de Nederduits-Gereformeerde kerk hier land kocht om de 10 km noordelijker gelegen nederzetting "Bowesdorp" te verplaatsen. De verhuizing was noodzakelijk door een tekort aan water en de beperkte ruimte om het dorp te laten groeien. Kamieskroon ligt aan de voet van de "Kroon", een kleine berg die op een koningskroon lijkt, en dicht in de buurt van "Sneeukop", de tweede hoogste berg in Namakwaland. Kamieskroon ligt ook dicht bij "Boesmankop", een berg die lijkt op een bosjesman (San) die op zijn rug ligt.
Nationaal park Namakwa ligt 20 km ten westen van Kamieskroon. Het is een gebied van 1.000 km² en het voornaamste doel is het behoud van de lokale flora. Sinds 2002 worden in het park inheemse wilde dieren geherintroduceerd; deze waren een eeuw voordien uitgeroeid. Springbokken, hartebeesten and gemsbokken bevolken het gebied nu opnieuw.
Het klimaat is dor maar de temparaturen worden door de hoogte wat gematigd. In de zomer bereikt de dagtemparatuur vaak de vijfendertig graden Celsius terwijl er in de winter soms nachtvorst kan voorkomen.